# Barbara Erzbergbau

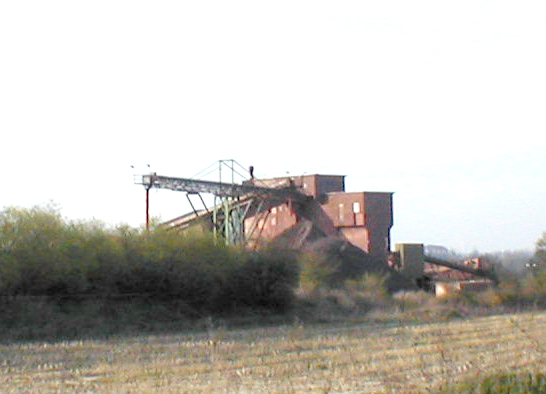
Brecher

Bei dem Bergbauunternehmen Barbara Erzbergbau GmbH mit Sitz in der ostwestfälischen Stadt Porta Westfalica Ortsteil Kleinenbremen in Nordrhein-Westfalen handelt es sich heute um den Betreiber des letzten deutschen Eisenerzbergwerkes, der Grube Wohlverwahrt-Nammen. Das Unternehmen Barbara Erzbergbau GmbH wurde 2003 im Rahmen einer Umwandlung aus der Barbara Rohstoffe GmbH ausgegliedert und mit dem aktiven Bergbau betraut.

## Vorgängerunternehmen

### Vereinigte Stahlwerke Rohstoffe GmbH
Als im Jahr 1926 die Vereinigten Stahlwerke AG (VSt oder VESTAG) als Zusammenschluss bedeutender deutscher Stahlkonzerne gegründet wurden, brachten die Vorgängergesellschaften ihren umfangreichen Bergwerksbesitz ein. Während die Aktivitäten im Bereich des Steinkohlenbergbaues von der Gelsenkirchener Bergwerks-AG gehalten wurden, entstand als Tochterunternehmen für den Erzbergbau am 7. Dezember 1933 die Rohstoffbetriebe GmbH. Insgesamt besaß diese rund 5000 Berechtsame in Deutschland. In den 1930er Jahren wurde der Bergbau auf Eisenerz erheblich ausgebaut. Der Grund lag im Vierjahresplan der Nationalsozialisten.

### Barbara Erzbergbau AG
Nach dem Zweiten Weltkrieg wurde VESTAG als ehemaliger Rüstungskonzern zerschlagen und die Produktionsbetriebe durch Nachfolgeunternehmen übernommen. Als Holding für den Erzbergbau wurde am 18. März 1953 die Barbara Erzbergbau AG mit Sitz in Siegen, später Düsseldorf gegründet. Ihr unterstanden Bergverwaltungen in Mittel- und Süddeutschland und als Tochterunternehmen die Erzbergbau Porta-Damme AG. Am 26. September 1963 erfolgte eine Umwandlung der Aktiengesellschaft in eine GmbH. 
In den 1960er Jahren wurden die meisten Eisenerzgruben des Unternehmens stillgelegt, da die Eisenhütten im Ruhrgebiet nach 1961 keine inländischen Erze mehr abnahmen.

### Barbara Rohstoffbetriebe GmbH
Die Harz-Lahn-Erzbergbau AG mit ihrem verbliebenen Bergwerksbesitz wurde am 1. Oktober 1970 übernommen und als Betreibergesellschaft der aktiven Bergwerke am 20. März 1975 die Barbara Rohstoffbetriebe GmbH mit Sitz in Mettmann gegründet. Die ursprüngliche Barbara Erzbergbau GmbH wurde am 10. April 1975 gelöscht.
Am 5. August 1993 wurde der Firmensitz des Unternehmens von Mettmann nach Porta Westfalica verlegt.

## Gesellschafter
Die Barbara Rohstoffbetriebe GmbH wurde 2001 durch die Barbara Beteiligungs-Gesellschaft mbH (Gründung 17. Januar 2001, Sitz in Langenfeld) und Jürgen Hennies übernommen. Nach Schließung der Grube Fortuna bei Wetzlar 1983 war das einzige betriebene Bergwerk des Unternehmens der Betrieb in Nammen. Im Zuge einer Umwandlung 2003 wurde das Bergwerk Nammen in die neu gegründete Barbara Erzbergbau GmbH überführt.
Seit 2006 befindet sich die Barbara Erzbergbau GmbH in Porta Westfalica in den Händen des Steinbruchunternehmens Ferdinand Wesling GmbH & Co. KG.

## Produktion

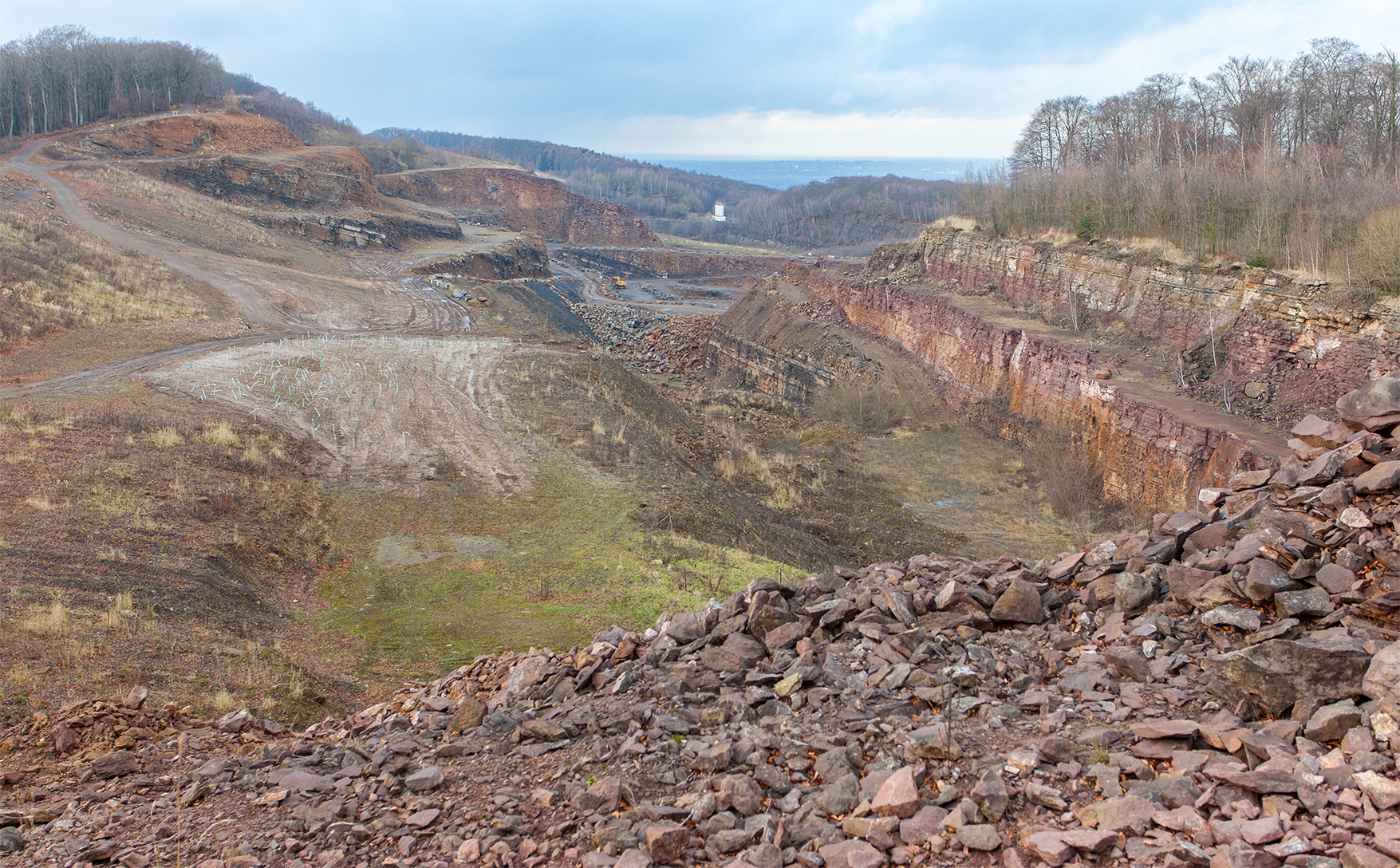
Steinbruch Wülpker Egge

In den Betriebsabteilungen Tagebau Wülpker Egge und Tiefbau Grube Bergmannsglück wird das Erz durch Bohren und Sprengen hereingewonnen und mit Schwerlastkraftwagen zur Aufbereitungsanlage in Nammen gefahren. Dort wird durch Brechen und Sieben je nach Körnung Brechsande, Splitte, Schotter bis hin zu größeren Brocken hergestellt. Der eisenschüssige Korallenoolith dient schon seit vielen Jahren nicht mehr zur Eisengewinnung im Hochofen. Daher ist die Bezeichnung Eisenerzbergwerk unter Fachleuten umstritten. Die erzeugten Körnungen und Mineralgemische finden unter anderem in folgenden Branchen Anwendung:
- Straßen-, Tief- und Wasserbau,
- Garten- und Landschaftsbau,
- Beton- und Zementindustrie.

Die Betriebsabteilung Grube Nammen dient als Versatzbergwerk. In den großen, ausgeerzten Abbaukammern werden Reststoffe aus der Industrie wie Flugaschen oder Gipse aus Rauchgasentschwefelungsanlagen zusammen mit einem Binder eingebracht und verdichtet. Neben der Verwertung im Sinne des Kreislaufwirtschafts- und Abfallgesetzes dient dieses auch zum Schutz der Tagesoberfläche im Sinne des Berggesetzes.